# Jackie Pretorius
Jacobus "Jackie" Pretorius (Potchefstroom, 22 de novembro de 1934 – Johannesburgo, 30 de março de 2009) foi um piloto de Fórmula 1 sul-africano.

## Biografia
Participou dos campeonatos de 1965, 1968, 1971 e 1973. Correu pelas equipes Lotus, Lola, Brabham e Williams. Não conseguiu fazer ponto em nenhuma corrida.
Morreu após ser assaltado e espancado em casa em Glen Austin. Ficou 3 semanas em coma. Sua mulher, Shirley, faleceu em incidente parecido na mesma casa.